# Township (jogo eletrônico)
Township é um jogo grátis, onde se constrói cidades e fazendas, disponível em múltiplas plataformas, que foi desenvolvido e publicado pela empresa Playrix. O jogo foi inicialmente lançado como uma aplicação do Adobe Flash para o Facebook. O jogo também foi lançado para iOS em 24 de outubro de 2013; e para o Google Play em 13 de novembro de 2013. Em 16 de fevereiro de 2014, foi lançado na Amazon Appstore.
Em 14 de março de 2018, um grande problema numa atualização gerou uma instabilidade sem precedentes, causando o encerramento do jogo. Deixou de funcionar para mais de 2 milhões de jogadores pelo mundo todo.

## Locais
Em Township, pode-se criar a sua própria cidade; e também pode-se visitar a cidade dos seus amigos. A partir do nível 29, você pode ir para ilhas, assim que desbloqueia-se o porto. No nível 24, você pode construir um jardim zoológico. No nível 8, desbloqueia-se o primeiro comboio; e no nível 19, você pode obter o avião e os 2 comboios restantes.

## Jogabilidade
Township é um jogo de construção de cidades que contém elementos agrícolas. Os jogadores são guiados através de um breve tutorial no início do jogo. O jogador começa com uma cidade pequena e, a fim de desenvolvê-la, deve plantar, construir fábricas e vender produtos. A moeda principal no jogo é o T-cash. Além disso, o jogador também ganha XP (pontos de experiência) e moedas para executar diferentes tipos de ações no jogo. Moedas são usadas para comprar fábricas, edifícios comunitários, decorações; e o XP é usado para subir de nível. Ao subir de nível, mais tipos de plantações, decorações, fábricas e edifícios são liberados.

## Plantações
A maior parte da produção provém das plantações. O jogador começa com trigo, cujas sementes são as únicas gratuitas no jogo. Para desbloquear novas plantações, é preciso aumentar a população e subir de nível. As plantações podem ser utilizadas das seguintes formas: produzir itens nas fábricas, atender pedidos dos moradores no helicóptero, encher comboios e aviões, e vender diretamente do celeiro.

## Fábricas
As fábricas permitem que os jogadores processem várias plantas e outros produtos. À medida que o jogador aumenta de nível, mais fábricas ficam disponíveis para serem construídas. Casas e edifícios comunitários ajudam o jogador a aumentar a população e a capacidade de população da cidade, respetivamente. Estas fábricas podem ser compradas com moedas.

## Interação social
Township incentiva interações entre os jogadores através da rede social Facebook. Manter contato com outros jogadores permite ao jogador desenvolver a cidade mais rapidamente usando a ajuda de amigos. Em julho de 2015, uma nova atualização foi lançada, introduzindo um jardim zoológico e a capacidade de doar para os aviões e comboios de amigos.
Novas plantas, produtos, edifícios e atividades são adicionados a cada atualização da Playrix.

## Propagandas Polêmicas
Township, assim como outros jogos da empresa Playrix, é frequentemente acusado de anunciar através propagandas enganosas que não correspondem com a realidade do jogo.
A política de marketing da empresa tem sido duramente criticada por especialistas, e Township é um dos jogos citados como exemplo numa petição internacional que já reuniu mais de 12 mil assinaturas pedindo para que as empresas parem de realizar propagandas enganosas de seus jogos.

## Referencias
1. ↑  Fisher, Carl. «Welcome gamesbrainsandheadbanging.com - BlueHost.com». gamesbrainsandheadbanging.com. Consultado em 8 de junho de 2022
2. ↑  «Township - Agribusiness economic simulator». App4Smart.com (em inglês). Consultado em 8 de junho de 2022
3. ↑  «Township e o hack de dinheiro infinito [REVIEW]». gorilagames.com.br. Consultado em 6 de julho de 2021
4. ↑  «Assine o Abaixo-assinado». Change.org. Consultado em 6 de julho de 2021